# Monte-Carlo Masters 2023
Monte-Carlo Masters 2023 (còn được biết đến với Rolex Monte-Carlo Masters vì lý do tài trợ) là một giải quần vợt nam chuyên nghiệp, thi đấu trên mặt sân đất nện ngoài trời. Đây là lần thứ 116 giải Monte Carlo Masters được tổ chức. Giải đấu diễn ra tại Monte Carlo Country Club ở Roquebrune-Cap-Martin, Pháp (thường được gọi là Monte Carlo, Monaco). Giải đấu là một phần của ATP Masters 1000 trong ATP Tour 2023.

## Điểm và tiền thưởng

### Phân phối điểm
Bởi vì Monte Carlo Masters là giải Masters 1000 không bắt buộc, quy tắc đặc biệt về phân phối điểm đang ở trong vị trí. Monte Carlo Masters được tính trong thành tích của các tay vợt là giải 500, trong khi đó điểm được phân phối như Masters 1000.
| Sự kiện | VĐ    | CK  | BK  | TK  | Vòng 1/16 | Vòng 1/32 | Vòng 1/64 | Q  | Q2 | Q1 |
| Đơn nam | 1,000 | 600 | 360 | 180 | 90        | 45        | 10        | 25 | 16 | 0  |
| Đôi nam | 1,000 | 600 | 360 | 180 | 90        | 0         | —         | —  | —  | —  |

### Tiền thưởng
| Sự kiện | VĐ       | CK       | BK       | TK       | Vòng 1/16 | Vòng 1/32 | Vòng 1/64 | Q2      | Q1     |
| Đơn     | €892,590 | €487,420 | €266,530 | €145,380 | €77,760   | €41,700   | €23,100   | €11,830 | €6,200 |
| Đôi*    | €282,870 | €152,140 | €81,140  | €41,140  | €21,980   | €11,830   | —         | —       | —      |

*mỗi đội

## Nội dung đơn

### Hạt giống
| Quốc gia | Tay vợt            | Xếp hạng1 | Hạt giống |
| -------- | ------------------ | --------- | --------- |
| SRB      | Novak Djokovic     | 1         | 1         |
| GRE      | Stefanos Tsitsipas | 3         | 2         |
|          | Daniil Medvedev    | 4         | 3         |
| NOR      | Casper Ruud        | 5         | 4         |
|          | Andrey Rublev      | 6         | 5         |
| DEN      | Holger Rune        | 8         | 6         |
| ITA      | Jannik Sinner      | 9         | 7         |
| USA      | Taylor Fritz       | 10        | 8         |
|          | Karen Khachanov    | 11        | 9         |
| POL      | Hubert Hurkacz     | 12        | 10        |
| GBR      | Cameron Norrie     | 13        | 11        |
| USA      | Frances Tiafoe     | 15        | 12        |
| GER      | Alexander Zverev   | 16        | 13        |
| AUS      | Alex de Minaur     | 19        | 14        |
| CRO      | Borna Ćorić        | 20        | 15        |
| ITA      | Lorenzo Musetti    | 21        | 16        |

1 Bảng xếp hạng vào ngày 3 tháng 4 năm 2023

### Vận động viên khác
Đặc cách:
- Lorenzo Sonego
- Dominic Thiem
- Valentin Vacherot
- Stan Wawrinka

Vượt qua vòng loại:
- Márton Fucsovics
- Ivan Gakhov
- Ugo Humbert
- Ilya Ivashka
- Luca Nardi
- Alexei Popyrin
- Jan-Lennard Struff

Thua cuộc may mắn:
- Filip Krajinović
- Dušan Lajović
- Emil Ruusuvuori

### Rút lui
- Carlos Alcaraz → thay thế bởi  Nicolás Jarry
- Félix Auger-Aliassime → thay thế bởi  Mackenzie McDonald
- Pablo Carreño Busta → thay thế bởi  Laslo Đere
- Sebastian Korda → thay thế bởi  Filip Krajinović
- Gaël Monfils → thay thế bởi  Jack Draper
- Rafael Nadal → thay thế bởi  Marc-Andrea Hüsler
- Brandon Nakashima → thay thế bởi  Dušan Lajović
- Yoshihito Nishioka → thay thế bởi  Albert Ramos Viñolas
- Tommy Paul → thay thế bởi  Jaume Munar
- Denis Shapovalov → thay thế bởi  Andy Murray
- Frances Tiafoe → thay thế bởi  Emil Ruusuvuori

## Nội dung đôi

### Hạt giống
| Quốc gia | Tay vợt           | Quốc gia | Tay vợt           | Xếp hạng1 | Hạt giống |
| -------- | ----------------- | -------- | ----------------- | --------- | --------- |
| NED      | Wesley Koolhof    | GBR      | Neal Skupski      | 2         | 1         |
| USA      | Rajeev Ram        | GBR      | Joe Salisbury     | 7         | 2         |
| ESA      | Marcelo Arévalo   | NED      | Jean-Julien Rojer | 12        | 3         |
| CRO      | Nikola Mektić     | CRO      | Mate Pavić        | 13        | 4         |
| CRO      | Ivan Dodig        | USA      | Austin Krajicek   | 19        | 5         |
| GBR      | Lloyd Glasspool   | FIN      | Harri Heliövaara  | 23        | 6         |
| IND      | Rohan Bopanna     | AUS      | Matthew Ebden     | 35        | 7         |
| ESP      | Marcel Granollers | ARG      | Horacio Zeballos  | 38        | 8         |

1 Bảng xếp hạng vào ngày 3 tháng 4 năm 2023.

### Vận động viên khác
Đặc cách:
- Romain Arneodo /  Sam Weissborn
- Nicolas Mahut /  Stan Wawrinka
- Petros Tsitsipas /  Stefanos Tsitsipas

Thay thế:
- Santiago González /  Édouard Roger-Vasselin

### Rút lui
- Simone Bolelli /  Fabio Fognini → thay thế bởi  Simone Bolelli /  Lorenzo Musetti
- John Peers /  Frances Tiafoe → thay thế bởi  Santiago González /  Édouard Roger-Vasselin

## Nhà vô địch

### Đơn
- Andrey Rublev đánh bại  Holger Rune, 5–7, 6–2, 7–5

### Đôi
- Ivan Dodig /  Austin Krajicek đánh bại  Romain Arneodo /  Sam Weissborn, 6–0, 4–6, [14–12]